# 趙浮
趙浮（？年—？年），東漢末年韓馥麾下都督從事。

## 生平
先前韓馥遣趙浮、程渙率領一萬名強弩兵駐守在孟津。趙浮等人得知韓馥打算將冀州拱手讓給袁紹後，急行還軍。
初平二年（公元191年），袁紹駐軍在朝歌清水河畔，趙浮等人趕到，趙浮軍有戰船數百艘，軍士一萬多人，軍容嚴整鼓聲不斷，晚上經過袁紹的軍營讓袁紹感到厭惡。三月，趙浮等人抵達冀州，對韓馥說：「袁紹軍隊連一斗糧食都沒有，軍隊已經開始離散，雖有張楊、於扶羅等新人歸附，但不會為袁紹盡力，不足為敵。我這小從事，願用現有軍隊對抗袁紹，十天左右，袁軍必然瓦解。將軍只需要大開房門，高枕入眠，不必憂慮，毋需懼怕！」韓馥沒有採納，於是韓馥辭去冀州牧，遷離官府到中常侍趙忠故宅居住，派兒子將冀州印綬送給袁紹。